# Егејска Македонија
Егејска Македонија (грч. Αιγαιακή Μακεδονία), или Бјеломорска Македонија, израз је који описује савремену грчку Македонију у сјеверној Грчкој. Тренутно се углавном користи у Сјеверној Македонији, укључујући иредентистички контекст Уједињене Македоније. Израз се не користи у Грчкој, пошто се егејски обично односи на грчка острва или стриктно грчка приобална подршка са непосредним приступом Егејском мору. Иако Грчка Македонија заиста има своју обалу дуж сјеверног Егејског мора, покрајином више од било чега другог преовлађују високи планински ланци и простране, травнате равнице, а не њена обала (са изузетком Халкидикија, које је популарно одредиште за одмор у најјужнијем дијелу средишње Македоније и познато по својим плажама).

## Поријекло израза
Израз је вјероватно настао у другој десетљећу 20. вијека, а већина раних помена налази се у списима бугарских аутора. Од средине четрдесетих 20. вијека овај израз се појављује на картама које су прво кружиле Југославијом, а посебно након 1991. у независној Републици Македонији која је замишљала Грчку Македонију (означену као „Егејска Македонија”) као дио „Велике Македоније”, не признавајући тадашње европске границе, укључујући и легитимитет грчког суверенитета над тим подручјем.
Током грађанског рата у Грчкој, грчка влада сматрала је „нови израз” који је тек недавно увео Јосип Броз Тито у Југославији, имплицира да се област сматра дијелом југословенске кампање полагања права на Грчку Македонију.
Београдски лист Борба (26. август 1946) објавио је 1946. чланак под насловом „Егејска Македонија”, објављен је и у скопској Новој Македонији са картом југословенских претензија према Грчкој. Мјесец дана касније, 22. септембра, предсједавајући Президијума Народног собрања Димитар Влахов (говор у Новој Македонији, 26. септембар 1946) рекао је: „Отворено изјављујемо да Грчка нема никаква права над Егејском Македонијом…” Влахов је затим објавио „Проблеми Егејске Македоније” у Београду у јуну 1947. године.

## Послије Другог свјетског рата
До 1950. македонске избјеглице у Скопљу су званично усвојиле израз „егејски Македонци” и почеле су да издају новине The Voice of the Aegeans; касније се нашао широм заједница дијаспоре.
У Грчкој, Словени у Грчкој Македонији били су познати као „Славомакедонци”. Родом из регије, бивши прогнани комуниста, учитељ грчка у Ташкенту и мјесни историчар, Павлос Куфин, каже у Фолклору Флорине, Касторије:
[Током Панхелеснког састанка у септембру 1942, КПГ је напоменула да признаје равноправност етничких мањина у Грчкој. КПГ (Комунистичка партија Грчке) признала је да је словенофоно становништво етничка мањина Славомакедонца.] То је био појам, који су становници овог краја прихватили са олакшањем. [Јер] Славомакедонци = Словени + Македонци. Први одјељак појма одредио је њихово поријекло и сврстао их у велику породицу словенских народа.
Назив „Егејска Македонија” с једне стране садржи референцу на географску област која је, још од Хомеровог доба, историјски повезана с Грцима (Егејци), али, ако што је горе наведено, постоји и искуство да га користе иредентистичке организације у Сјеверној Македонији и шире, а које подржавају идеју Уједињене Македоније, супротно жељама становника тог подручја.
Лазар Мојсов је пишући 1953. изгледа изненађен што Грци сматрају да је израз „Егејска Македонија” увредљив и да га често користи, напомињући да „… Политис (бивши грчки министар спољних послова није пропустио прилику да нападне чак ни сам израз ’Егејска Македонија’, наводећи да су га сковали ’комунистички пропагандисти’.”
Овај израз тренутно користе поједини научници, углавном контекстуализовани, заједно са сродним изразима Вардарска Македонија (дио Македоније припада Сјеверној Македонији) и Пиринска Македонија (дио Македоније који припада Бугарској). Дио Македоније који је у саставу Албаније и Србије често се изоставља. Израз је чешћи међу етничким Македонцима и има иредентистичке конотације.